# Felix PC
Felix PC a fost un calculator românesc proiectat și adus până în faza de model de laborator, avându-se în vedere compatbilitatea cu IBM PC, la Institutul Politehnic București, Catedra Calculatoare, între anii 1983-1984, fiind apoi preluat de către Intreprinderea de Calculatoare Electronice Felix S.A. pentru tehnologizare și introducere în fabricația de serie, între anii 1985-1990. Un alt calculator similar a fost Junior făcut de FEPER.

## Hardware
Sistemul dispunea de o structură configurabilă, pe 8 sau 16 biți, în funcție de microprocesorul utilizat: Intel 8088 sau Intel 8086. Datorită structurii sale modulare Felix PC a fost folosit ca sistem universal sau și dedicat, în aplicații specializate, fiind completat cu extensiile hardware necesare.
Modulul de bază conține resursele hardware care asigură funcționarea sa ca sistem universal, cu o configurație redusă. Acesta poseda următoarele resurse:
- unitate de prelucrare bazată pe microprocesoarele 8086/8088 și 8087 (coprocesor matematic);
- memorie RAM de 256 kiloocteți (ko);
- memorie EPROM de 8 – 64 ko;
- cuplor pentru discuri flexibile de 5 ¼ sau 8 țoli;
- interfețe pentru:
  - tastatură;
  - imprimantă serială;
  - comunicație asincronă-sincronă;
  - casetă magnetică audio;
  - generator de tonuri;
- ceas de timp real;
- numărătoare programabile;
- sistem de întreruperi;
- canal de acces direct la memorie;
- conectori pentru module de extensie;
- conectori pentru periferice.

Modulele de extensie (opționale) erau utilizate la realizarea unor configurații orientate pe aplicații sau în vederea extinderii resurselor sistemului.
Sistemul operează la o frecvență de ceas de 5 MHz, ciclul mașină având durata de 800 ns, în timp ce ciclul de I/E (intrare-ieșire) este de 1 μs. Sistemul Felix PC a fost prevăzut cu posibilitatea utilizării coprocesorului matematic NDP 8087, ceea ce permitea creșterea performanței (vitezei de calcul) la operațiile în virgulă mobilă, cu circa două ordine de mărime.
Pe parcursul producției FELIX PC a fost livrat cu interfețe grafice CGA, Hercules și EGA.
Începând cu anul 1988 configurațiile FELIX PC au fost livrate și cu cuploare de disc dur de tip Winchester, cu capacitatea de 20 Mo.

## Software
Software-ul implementat pe FELIX PC avea la bază sistemele de operare IBM PC-DOS și Microsoft MS-DOS, în care sunt incluse:
- utilitarele sistemului de operare pentru interfața cu utilizatorul, gestiunea și întreținerea fișierelor, programe de test, etc.;
- facilități de execuție și depanare a programelor;
- translatoare pentru programe în limbaj de asamblare și pentru limbajul BASIC;
- interpretor BASIC cu facilități pentru prelucrări grafice;
- medii de dezvoltare a programelor în Pascal, C, Prolog;
- medii de dezvoltare a programelor în limbajele EDISON și MODULA-2;
- programe de aplicații pentru:
  - proiectarea asistată de calculator;
  - editarea și prelucrarea textelor;
  - baze de date;
  - culegerea și validarea datelor;
  - prelucrări grafice;
  - aplicații economice.

Compatibilitatea cu sisteme similare cu o largă răspândire (IBM-PC XT, IBM PS/2 model 30, SANYO-550, OLIVETTI M24, CORONA ș.a.) oferea o diversitate deosebită de software pentru FELIX PC.